# Eugenia gibberosa
Eugenia gibberosa är en myrtenväxtart som beskrevs av Ignatz Urban. Eugenia gibberosa ingår i släktet Eugenia och familjen myrtenväxter. Inga underarter finns listade i Catalogue of Life.